# Baynesia
Baynesia là một chi thực vật thuộc họ Apocynaceae.

## Các loài
Bao gồm các loài:
- Baynesia lophophora Bruyns, 2000